# Mikrowellenherd

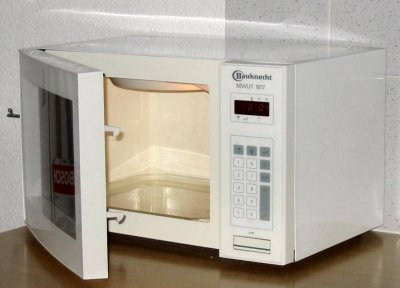
Mikrowellenherd Bauknecht MWUT 1617, um 1988. Garraum mit rechteckigem Glasteller, oben Alu-Flügelrad in Kunststoffkapselung, Eingabetastatur, Türöffnungstaste, LED-Digitalanzeige für Leistung und Zeitablauf.

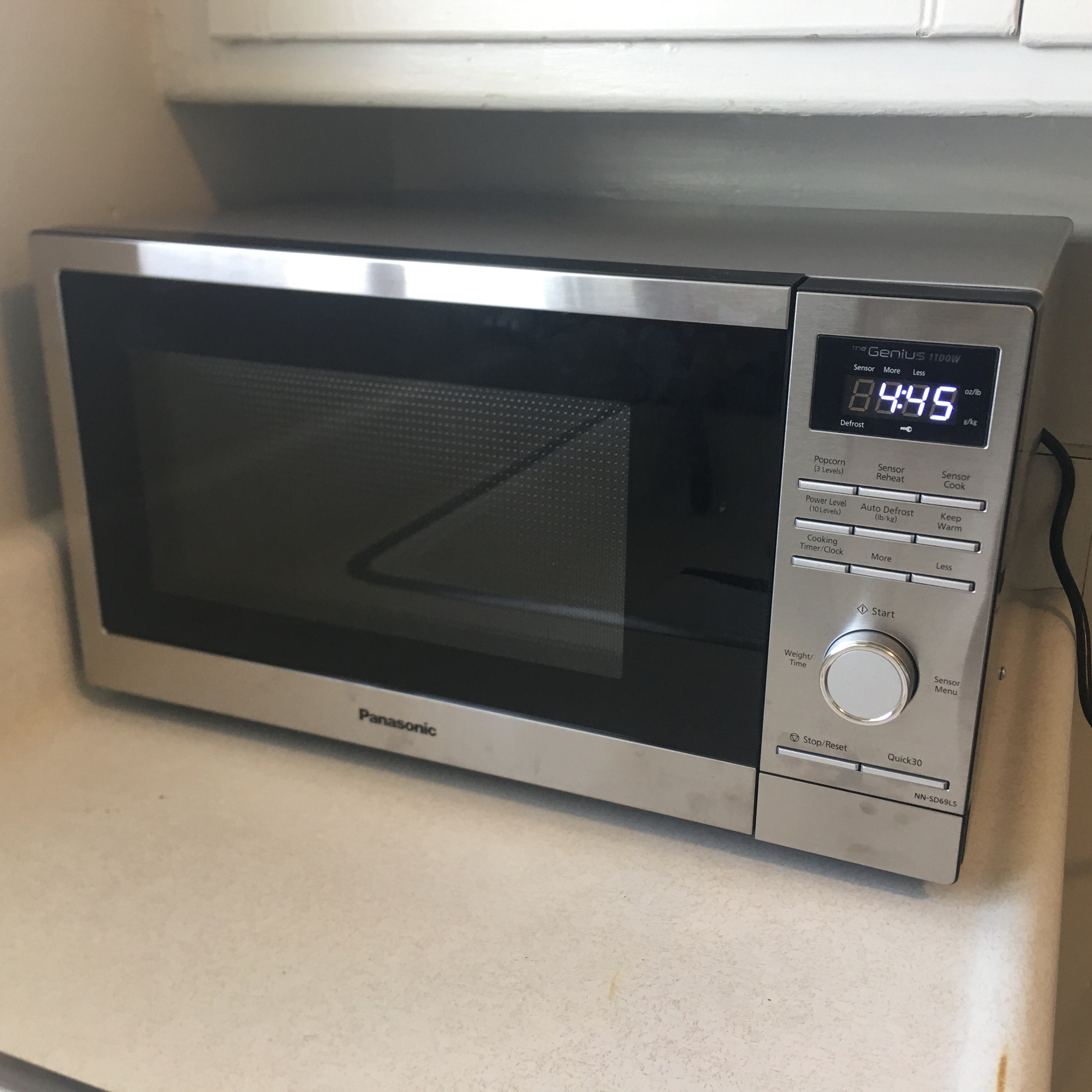
Moderner Mikrowellenherd

Ein Mikrowellenherd, auch Mikrowellenofen oder Mikrowellengerät (kurz Mikrowelle), ist ein Gerät zum schnellen Erwärmen, Garen und Kochen von Speisen, Flüssigkeiten und anderen geeigneten Stoffen. Seine Wirkung beruht auf Erwärmung durch die Absorption der Hochfrequenzenergie mit kurzen Wellenlängen (Mikrowellen) in Flüssigkeiten oder Nahrungsmitteln. Mikrowellenherde, die Magnetrons zur Erzeugung der Hochfrequenzleistung verwenden, erzeugen diese im  ISM-Band (Industrial, Scientific and Medical Band) um 2450 MHz, während Solid-State-Mikrowellenherde auch andere ISM-Bänder nutzen können, z. B. um 915 MHz., 

## Geschichte
Der US-amerikanische Ingenieur Percy Spencer (1894–1970) entdeckte, dass Nahrung per Mikrowellenstrahlung erwärmt werden kann, als er Magnetrone für Radaranlagen bei Raytheon (einem Hersteller von Hochfrequenztechnik) baute. Als er gerade an einem Radargerät arbeitete, verspürte er ein seltsames Gefühl und bemerkte, dass ein Schokoriegel in seiner Tasche zu schmelzen begann. Er war nicht der erste, der dieses Phänomen bemerkte, allerdings war er als Inhaber von 120 Patenten mit Entdeckungen und Experimenten vertraut und verstand, was geschehen war: Das Radar hatte die Schokolade durch die Mikrowellenstrahlung geschmolzen. Popcorn war das erste Nahrungsmittel, das gezielt auf diese Weise zubereitet wurde, das zweite ein Ei – es explodierte vor den Augen der Experimentierenden.
Im Jahr 1946 baute Spencer das erste Exemplar eines „Radarherdes“ (Mikrowellenherd), genannt Raydarange (1947 Radarange genannt); es war fast 1,80 m hoch und wog 340 kg. Es besaß eine Wasserkühlung und hatte eine Leistung von 3000 W, etwa das Dreifache von heute üblichen Haushaltsgeräten. 1954 hatte einer der ersten kommerziellen Mikrowellenherde eine Leistung von 1600 W und kostete zwischen 2000 und 3000 USD. Mikrowellenherde wurden von Unternehmen entwickelt und angeboten, die Erfahrungen mit Magnetronen aus der Entwicklung von Radargeräten hatten; sie wurden zunächst hauptsächlich für Passagierflugzeuge hergestellt, bevor die Geräte auch ihren Weg in Großküchen und die privaten Haushalte fanden. Als gemeinsame Entwicklung mit Raytheon brachte das US-amerikanische Unternehmen Tappan am 25. Oktober 1955 den ersten Mikrowellenherd für den Heimgebrauch mit wohnraumtauglichen Abmessungen und einem Gewicht von 150 Pfund (ca. 68 kg) auf den Markt. Bis 1964 wurde das Modell RL-1, trotz des hohen Preises von 1300 USD, 1396 mal verkauft. Ein Modell steht heute im National Museum of American History. 1965 kam das erste Gerät mit weiter Verbreitung für 495 USD (Kaufkraft 2015, je nach Berechnungsmethode, mindestens 3700 USD) auf den Markt.

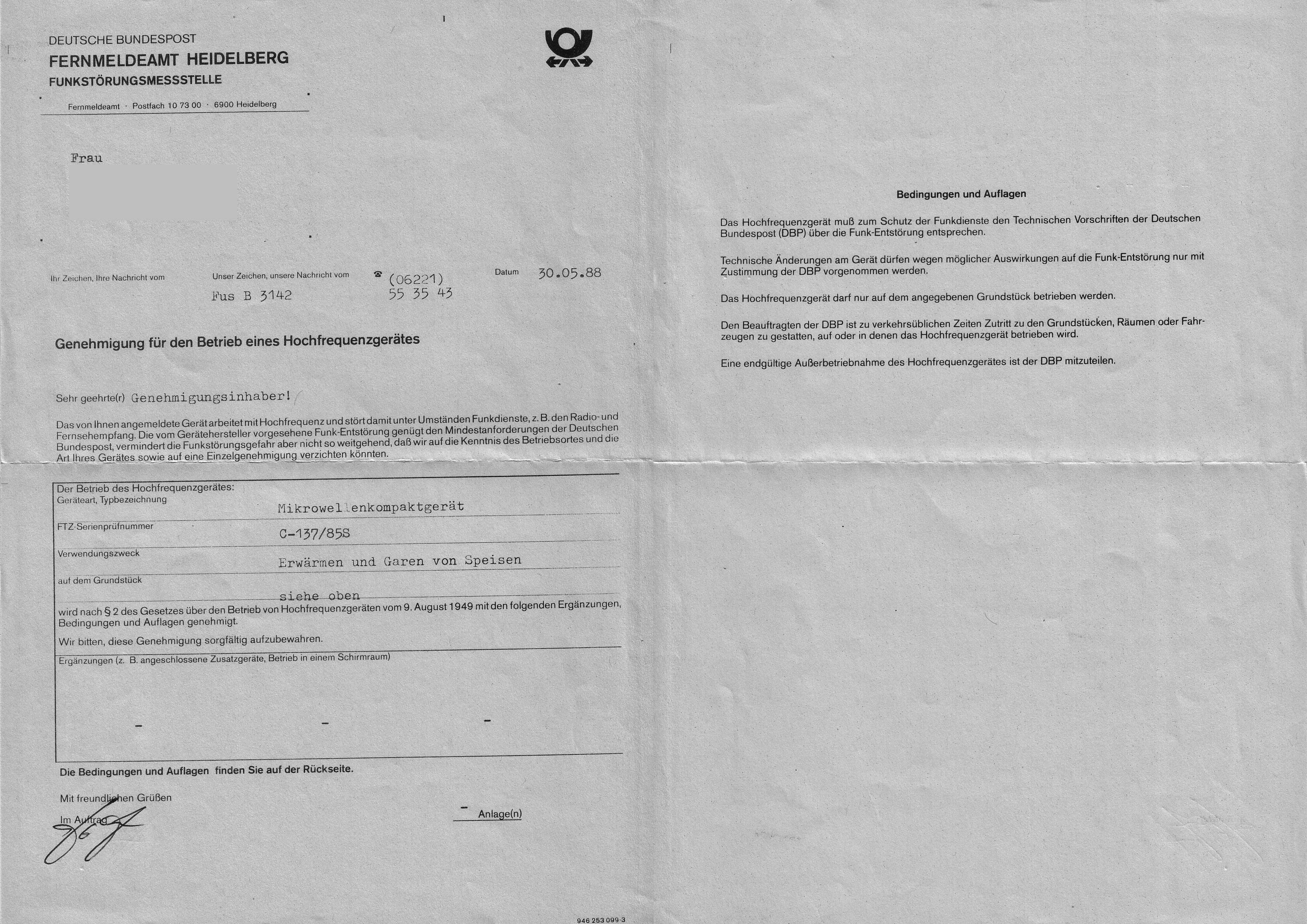
Genehmigungsschreiben für den Betrieb eines Mikrowellenherds 1988

Da die Preise für Mikrowellenherde in den 1970er Jahren rapide sanken, stiegen die Verkaufszahlen deutlich an. 1970 wurden in den USA 40.000 Geräte verkauft, 1975 war es schon eine Million. 1997 besaßen 95 % der amerikanischen Haushalte ein Mikrowellengerät, in Deutschland waren es 2016 74 %.
In den Vereinigten Staaten sind heute Geräte weit verbreitet, die die Funktionalität eines Mikrowellenherds mit dem einer Dunstabzugshaube verbinden und in der Küche oberhalb des Kochfeldes installiert werden.

## Wirkungsweise

Dipolmoment eines H_{2}O-Moleküls,
rot: negative Teilladung
blau: positive Teilladung
grün: gerichteter Dipol

Die Permittivität von Wasser (20 °C) hängt schwach von der Temperatur, aber sehr stark von der Frequenz ab. Der Realanteil ist für die Kapazitätsberechnung eines Kondensators ausschlaggebend, der Imaginäranteil kennzeichnet die Energieabsorption.

Mikrowellen erwärmen bestimmte Materialien anders, als es beispielsweise durch Absorption von Infrarotstrahlung oder durch Wärmeleitung geschieht. Die Erwärmung erfolgt zwar ebenfalls durch Absorption, jedoch ist im Bereich der Mikrowellen die Eindringtiefe sehr viel größer – es zeigt sich quasi eine gewisse Transparenz –, so dass die Absorption auch in der Tiefe des Kochguts stattfindet. Übliches Mikrowellengeschirr ist praktisch vollkommen transparent für Mikrowellen (Ausnahme Bräunungsgeschirr). Bei der konventionellen Erwärmung über Strahlung (z. B. Feuer, Grill, Ofen, Glaskeramikkochfeld) hingegen findet die Absorption in den obersten Schichten statt, da thermische Strahlung im relevanten Wellenlängenbereich nur eine sehr geringe Eindringtiefe hat – zumindest bei üblichen Materialien, aus denen Speisen und Kochgeschirr bestehen; diese Materialien sind gleichsam undurchsichtig. Von der Oberfläche verteilt sich die Wärme durch Wärmeleitung und ggf. Konvektion.
Genauer betrachtet regt Mikrowellenstrahlung eine Drehbewegung der Moleküle an; Voraussetzung ist, dass die Moleküle ein elektrisches Dipolmoment besitzen. Ein ganz anderer Mechanismus wirkt, wenn Infrarotstrahlung (also der wesentliche Beitrag thermischer Strahlung) auf Moleküle trifft: Sie regt Molekülschwingungen an, wobei die Atomkerne Zitterbewegungen um ihre Ruhelage ausführen. Für diese Anregung ist ein äußeres Dipolmoment nicht erforderlich. Weitere Voraussetzung der Wirkung von Mikrowellenstrahlung ist, dass die Dipol-Moleküle sich drehen können. In einer Kristallstruktur, wie beispielsweise in gefrorenem Wasser (Eis), ist diese Beweglichkeit nicht gegeben. In flüssigem Wasser dagegen sind die bewegungshemmenden Wasserstoffbrücken sehr kurzlebig, in der Größenordnung von 200 fs (Femtosekunden; zum Vergleich: die Periodendauer der üblichen 2,455-GHz-Schwingung ist mehr als zweitausendmal größer), sodass die Wassermoleküle mit einer ausreichenden Anregung in Bewegung versetzt werden können.
Bei der Bestrahlung mit Mikrowellen bewirkt die elektrische Feldstärkekomponente der elektromagnetischen Welle (E-Feld-Komponente) nun eine Kraftwirkung auf das Wassermolekül (Kraft ist gleich Feldstärke mal Ladung), sodass auf das Molekül ein Drehmoment wirkt und es eine Drehbewegung vollzieht. Benachbarte Moleküle erfahren ebenfalls ein Drehmoment und drehen sich. Durch die Rotation erhöht sich die kinetische Energie des Wassers und somit die Temperatur.
Ein quantitatives Modell dieser dielektrischen Erwärmung wurde von Peter Debye entwickelt und nach ihm benannt. Gemäß der Debye-Relaxation existiert keine Resonanzfrequenz im strengen Sinn, wohl aber ein breiter Frequenzbereich, in dem der dielektrische Verlustfaktor (das ist der Imaginärteil der komplexen Permittivität eines Materials bei vorgegebener Frequenz) besonders groß ist. Für Wasser liegt er, abhängig von der Temperatur und vom Salzgehalt, in der Größenordnung von 30 GHz.
Bei zu hohen Frequenzen können die Moleküle auf Grund ihrer Trägheit nicht mehr der Änderung des elektromagnetischen Feldes folgen, und es findet keine Rotationsanregung und somit keine Temperaturerhöhung statt. In der technischen Praxis ist das allerdings weitgehend irrelevant, da aus anderen Gründen sowieso deutlich niedrigere Frequenzen zum Einsatz kommen.
Die weit verbreitete Annahme, dass die Frequenz des Mikrowellenherds einer besonderen Resonanzfrequenz des Wassers entspreche, ist falsch. Die niedrigste Resonanzfrequenz des freien Wassermoleküls liegt bei 22,23508 GHz. Sobald seine unmittelbaren Nachbarn das Molekül beeinflussen – was bei flüssigem oder festem Wasser auf jeden Fall gegeben ist –, wird die entsprechende Spektrallinie bis zur Unkenntlichkeit verbreitert, sodass auch relativ weit davon entfernte Frequenzen zu einer Anregung führen. Wegen der weiteren technischen und praktischen Randbedingungen wird eine deutlich niedrigere Frequenz eingesetzt:
- Der Leistungsoszillator (Magnetron) mit mindestens 500 W muss sich einfach und billig herstellen lassen und einen hohen Wirkungsgrad besitzen.
- Die Wellenlänge muss deutlich kleiner sein als die Abmessungen des Garraumes.
- Die Wellenlänge muss konstant bleiben, weil die Resonanzdichtung des Türspaltes darauf abgestimmt ist und bei zu großen Abweichungen unwirksam wird.
- Der Frequenzbereich muss für private und industrielle Anwendungen frei verfügbar sein (ISM-Band).
- Die Eindringtiefe der elektromagnetischen Wellen in Speisen soll einige Zentimeter betragen. Je niedriger die Frequenz, desto größer ist die Eindringtiefe, desto geringer aber auch die Absorption. Bei zu hoher Frequenz ist die Eindringtiefe klein, so dass nur die Oberfläche erwärmt wird.

In der Praxis hat sich weitgehend die Frequenz von 2,455 GHz durchgesetzt, entsprechend einer Wellenlänge von 12,22 cm. Ein Magnetron zur Erzeugung elektromagnetischer Felder mit dieser Frequenz lässt sich kostengünstig und kompakt herstellen; seine Frequenz ist durch die inneren mechanischen Abmessungen unveränderlich. Die Eindringtiefe in organische Stoffe und auch Wasser liegt dann im Bereich einiger Zentimeter. In manchen Ländern, wie den Vereinigten Staaten, kommt für industrielle Mikrowellenherde auch die Frequenz um 915 MHz zum Einsatz. Dort ist der Bereich zwischen 902 und 928 MHz als ISM-Frequenzband frei verwendbar.

### Wirkungsgrad
Zwar wandelt ein Mikrowellenherd nur 65 Prozent der aufgenommenen elektrischen Energie in Mikrowellenstrahlung um (der Rest wird Abwärme), die erzeugten Mikrowellen erwärmen aber nur das Gargut und nicht den Herd selbst oder dessen Umgebung. Deshalb ist der Mikrowellenherd bei kleineren Portionen energetisch effizienter. Als Richtwert gelten 250 ml Flüssigsubstanz: Es ist günstiger, 250 ml Flüssigkeit (oder 250 Gramm einer wasserhaltigen Speise) im Mikrowellenherd zu erhitzen statt in einem Topf auf dem Elektroherd.
Dazu kommt, dass im Mikrowellenherd Speisen und Getränke direkt in dem Geschirr, aus dem sie gegessen werden, erwärmt werden. Die nach der Benutzung eines gewöhnlichen Herdes zusätzlich notwendige Reinigung des Kochgeschirrs entfällt. Berücksichtigt man diesen Ressourcenverbrauch (Energie, Wasser, Reinigungsmittel), sind auch etwas größere Mengen im Mikrowellenherd effizient erwärmbar.

Schaltbild der Stromversorgung des Magnetrons eines Mikrowellenherdes

Magnetron schematisch

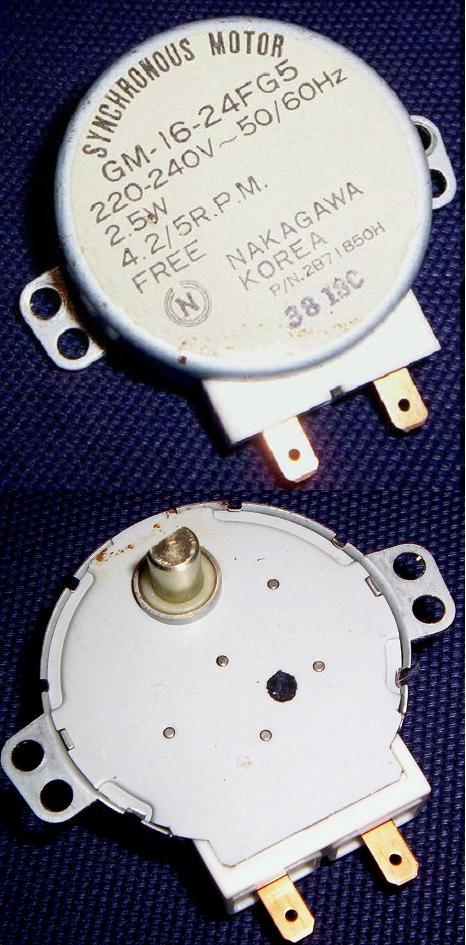
Einphasen-Synchronmotor mit Getriebe für den Drehtellerantrieb

### Mikrowellenerzeugung
Die Mikrowellen werden aus Kostengründen auch heute noch primär mit Hilfe eines oder mehreren Magnetrons erzeugt und mittels eines Hohlleiters in den Garraum geleitet. Der Garraum ist metallisch und Hochfrequenz-dicht, wodurch die Ausbreitung der Mikrowellen aus dem Gerät heraus verhindert wird.
Mittlerweile gibt es auch Solid-State-Generatoren auf Halbleiterbasis für den Einsatz in Mikrowellenherden produziert, jedoch gibt es bisher nur wenige Geräte., 

#### Magnetron
Zur Versorgung des Magnetrons ist eine hohe Anodenspannung erforderlich (etwa 5 kV), die im Gerät mit Hilfe eines Hochspannungstransformators und einer Spannungsverdopplerschaltung erzeugt wird. Die an der Kathode anliegende Hochspannung wechselt dabei mit einer Frequenz von 50 Hz periodisch zwischen 0 und etwa −5 kV. Die Schwellspannung des Magnetrons bewirkt, dass lediglich dann, wenn die Versorgungsspannung größer als die Schwellspannung wird, kurze Stromimpulse auftreten. Die Anode des Magnetrons ist mit dem Gehäuse des Mikrowellenherdes, also mit Erdpotential verbunden, sodass die Sendeantenne nicht auf Hochspannungspotential liegt. Der Transformator versorgt auch die Glühkathode des Magnetrons mit Strom. Ein Ventilator kühlt Magnetron und Transformator und bläst deren Verlustwärme durch den Garraum, um ihn trocken zu halten.
Das Strahlungsfeld der eingebauten Mikrowellenantenne füllt den Garraum des Herdes ungleichmäßig aus. Um eine gleichmäßige Erwärmung der Speisen zu erreichen, werden sogenannte Wobbler oder Stirrer – rotierende metallische Flügelräder – eingesetzt, die die Schwingungsmoden des Garraumes ständig ändern. Diese Räder sitzen meist unter einer Kunstglimmer- oder Plastikabdeckung in der Decke des Garraumes und werden durch den Kühlluftstrom angetrieben. In vielen Geräten rotiert das Gargut außerdem auf einem Drehteller.
Die Tür ist in mehrfacher Hinsicht sicherheitsrelevant. Sie schirmt die Mikrowellen nach außen hin ab und bewirkt durch ihren Verschlussmechanismus, dass das Gerät nur bei geschlossener Tür arbeitet. Weiterhin gewährt sie durch eine Scheibe, vor der sich innen ein Lochblech befindet, Einblick in den Garraum. Die Öffnungen im Lochblech sind sehr viel kleiner als die Wellenlänge der Mikrowellen von etwa 12 cm, sodass die Umgebung jenseits der vorgebauten Scheibe vom elektromagnetischen Feld im Garraum abgeschirmt bleibt.
Der Türrahmen bildet mit dem Rand des Garraumes einen umlaufenden Spalt. Es handelt sich um eine sogenannte Resonanzdichtung. Die Breite des Türspaltes beträgt ein Viertel der Wellenlänge (λ/4), also ca. 3 cm, die Dicke des Spaltes (Abstand Tür/Garraum) ist unkritisch. Der Spalt wirkt ohne elektrischen Kontakt als frequenzselektive Dichtung für die elektromagnetischen Felder im Ofen. Die Funktion beruht auf der geschickten Kombination von Stücken, die eine Länge von λ/4 haben. Ähnliches wird bei Hohlleiteranschlüssen angewendet.

#### Solid-State-Mikrowelle
Bei Solid-State-Mikrowellen erfolgt die Erzeugung der Mikrowellen durch einen HF-Verstärker der mit der Betriebsfrequenz angesteuert wird. Dies hat gegenüber einem Magnetron den Vorteil das sowohl die Frequenz als auch die Leistung innerhalb großer Grenzen variiert werden kann.

### Leistungsregulierung

#### Magnetron-Intervallbetrieb
Die Leistungsregulierung eines Mikrowellenherdes erfolgt bei den meisten Geräten durch Intervallbetrieb mittels einer elektromechanischen Schaltuhr oder eines Mikrocontrollers. Das Magnetron wird zum Erreichen der vom Benutzer eingestellten Leistung im Rhythmus von einigen Sekunden samt seiner Heizspannung über den Transformator ein- und ausgeschaltet. Durch das Verhältnis von Ein- und Auszeit wird die mittlere Leistung gesteuert. Ein 1200-Watt-Gerät, das der Benutzer auf 200 Watt Leistung eingestellt hat, wird also wechselnd beispielsweise 10 Sekunden lang 1200 Watt Strahlungsleistung auf das Kochgut geben und danach 50 Sekunden im Leerlauf sein und keine Leistung abgeben. Die Leistungsvorgabe über das Steuerfeld ist dabei nur der Mittelwert über die Einschalt- und Ausschaltzeit. Sensible Nahrungsmittel wie z. B. Eier können daher auch auf der kleinsten Leistungsstufen von wenigen 100 Watt im Gegensatz zu Inverter-Mikrowellengeräten nicht erwärmt werden. Die Schaltperiode ist aufgrund der mechanischen Schalter (Relais, Schaltuhr) und des lebensdauerverringernden Einschaltens des Magnetrons ohne Kathodenvorheizung nicht weiter verkürzbar. Da in der Zeit in der das Magnetron eingeschaltet ist immer die maximale Leistung vom Magnetron abgegeben wird, kann die in den äußeren Bereichen erzeugte Hitze nicht ausreichend schnell in innere Bereiche abgegeben werden. Hierdurch kommt es bei empfindlichen Speisen, wie z. B. Fisch dazu, das Der Fisch außen schon gegart sind während das innere noch roh ist. Bei Lebensmittel mit noch schlechterer Wärmeleitung wie Butter fängt diese außen schon an zu schmelzen während sie innen noch kühl ist, oder Eier in Schale oder Hülsenfrüchte können platzen.
Ferner kommt es bei Magnetrons auch zu sogenannten Leistungsmaximuma bzw. lokalen Hotspots, an denen es zu einer übermäßigen Erhitzung bis hin zu Verbrennungen kommen kann. Dem versuchen Mikrowellenherden mit Magnetrons durch Einbau von Drehtellern oder drehenden Reflektoren entgegenzuwirken.

#### Magnetron-Inverterbetrieb
Es gibt daher Geräte mit Schaltnetzteil (sogenannte Inverter-Technologie), die die Kathode durchgehend heizen und den mittleren Anodenstrom elektronisch steuern können. Vom Magnetron wird dann quasi durchgehend die gewünschte Leistung abgegeben. Da jedoch mit dem Anodenstrom auch der Heizstrom des Magnetrons sinkt, gibt es mit der Inverter-Technologie eine Untergrenze für den durchgehenden Betrieb des Magnetrons. Für sehr kleine Leistungen wird daher auch wieder im Intervallbetrieb zwischen minimaler Dauerleistung und Leerlaufbetrieb hin- und hergeschaltet.

#### Solid-State-Mikrowelle
Bei Solid-State Mikrowellen erfolgt die Erzeugung der Mikrowellen durch einen HF-Verstärker der mit der Betriebsfrequenz angesteuert wird. Dies hat gegenüber einem Magnetron den Vorteil das die Leistung durch Ansteuerleistung innerhalb großer Grenzen variiert werden kann.

## Gebrauch
Ein Mikrowellenherd sollte nie mit leerem Garraum eingeschaltet werden, da die abgegebene Leistung des Magnetrons immer ausreichend absorbiert werden muss. Andernfalls wird sie ins Magnetron zurückreflektiert, wodurch dieses Schaden nehmen könnte.
Aufgrund der Reflexionen entsteht im Garraum ein dreidimensionales Muster aus Interferenzmaxima, hot spots genannt, an denen mehr Wärmeenergie an das Gargut abgegeben wird. Durch Einlegen von Thermopapier lässt sich die Lage von Hotspots detektieren. Trotz Gegenmaßnahmen wie Drehtellern oder Reflexionsdrehspiegeln (Stirrer, englisch für „Rührer“) können daher einzelne Areale im Gargut überhitzt werden. Wegen des unterschiedlichen Wassergehalts verschiedener Speisen kann es trotz Stirrer und Drehteller zu inhomogener Erwärmung kommen. So erwärmen sich Knochen im Vergleich zum Fleisch nur gering. Salziges erwärmt sich stärker als Fettiges. Zum sicheren Durchgaren der Speisen ist es daher ratsam, diese abzudecken und gegebenenfalls mit geringerer Leistung länger zu garen oder nach kurzen Aufwärmphasen umzurühren. So ist besonders bei erwärmter Babykost das Umrühren vor der Verabreichung sinnvoll, um heiße Bereiche zu vermischen.
In trockenen Speisen können hot spots Verkohlungen hervorrufen, und es entstehen Schadstoffe.
Der Effekt des Überhitzens von Wasser (siehe Siedeverzug) in glatten Gefäßen ist eine mögliche Gefahrenquelle. Dabei kann es passieren, dass Wasser über den Siedepunkt hinaus erhitzt wird, ohne zu sieden – diese Gefahr besteht vor allem bei wiederholtem Erhitzen in der Mikrowelle aufgrund des geringer werdenden Anteils gelöster Gase. Das überhitzte Wasser kann bei Bewegung (beispielsweise bei der Entnahme) plötzlich verdampfen; dabei verdampft ein Teil des Wassers explosionsartig, siedendes Wasser wird aus dem Gefäß geschleudert. Ein ins Gefäß gestellter Glasstab oder Kunststofflöffel und vorheriges Kratzen mit diesen Geräten am Gefäßboden helfen, den Siedeverzug zu vermeiden, da die Berührungsstellen am Boden als Keim für die Dampfblasenbildung wirken.

### Geschirr
Geschirr aus Porzellan, Glas oder thermoplastischem Kunststoff absorbiert keine Mikrowellen und wird somit nicht von ihnen erwärmt, sondern nur indirekt vom Gargut durch Wärmeleitung. Kunststoffe können allerdings ab einer bestimmten Temperatur erweichen oder schmelzen. Manche Behälter sind als „mikrowellengeeignet“ gekennzeichnet. Spezielles sogenanntes Bräunungsgeschirr sowie andere verlustbehaftete dielektrische oder elektrisch mittelmäßig leitfähige Stoffe sowie ferromagnetische Keramik werden dagegen auch direkt erwärmt.
Unglasiertes Steingut-Geschirr oder solches mit Rissen in der Glasur kann Wasser enthalten, wodurch es dann ebenfalls direkt erwärmt wird. Steingut-Keramik kann auch Eisenoxid enthalten, welches ebenfalls Mikrowellen absorbiert. Das kann dazu führen, dass Gefäße sehr heiß werden und sogar zerplatzen, während der Inhalt kaum erwärmt ist. Glasiertes Steinzeug-Geschirr mit dichtem Scherben ist wie Glasgeschirr unproblematisch.
Geschirr aus Melaminharz, das wegen seiner Bruchsicherheit gern als Kinder- und Campinggeschirr eingesetzt wird, absorbiert Mikrowellenstrahlung und erhitzt sich daher. Da das Material bei Temperaturen über 70 °C Melamin und Formaldehyd freisetzen kann, ist es somit nicht mikrowellengeeignet.

## Gefahren

### Mikrowellenstrahlung

Warnsymbol vor nicht ionisierender Strahlung, wie es Mikrowellen sind

Mikrowellenstrahlung wirkt auch auf menschliches Gewebe erwärmend. Bei handelsüblichen 2,45 GHz wird die Eindringtiefe mit einigen Zentimetern angegeben. Durch lokales Erhitzen kann sie zu Schädigungen des Gewebes (Verbrennungen, Denaturierungen) führen. Insbesondere schwach durchblutetes Gewebe, das Wärme über den Blutkreislauf nicht schnell abführen kann und das außerdem oberflächennah gelegen ist (wie zum Beispiel die Augen), ist gefährdet. Auch durch Mikrowellen induzierte Augenstruktur- und Funktionsveränderungen im Bereich niedriger mittlerer Leistung ohne relevante Temperaturerhöhung wurden im Tierversuch nachgewiesen.
Bei einem intakten Mikrowellenherd ist die Leckstrahlung aufgrund der Abschirmung des Garraums verhältnismäßig gering. Gemäß Bundesamt für Strahlenschutz ist in den geltenden Sicherheitsnormen dafür ein „Emissionsgrenzwert von fünf Milliwatt pro Quadratzentimeter (entspricht 50 Watt pro Quadratmeter) in einem Abstand von fünf Zentimeter von der Geräteoberfläche“ festgelegt (Strahlungsdichte oder Leistungsflussdichte in W/m2). Die Grenzwerte seien bei Kontrollen stets eingehalten worden. Dennoch empfiehlt das BfS „grundsätzlich, unnötige Belastung mit hochfrequenten Feldern zu vermeiden“. Daher solle „insbesondere darauf geachtet werden, dass sich Kinder während der Zubereitung des Essens nicht unmittelbar vor oder neben dem Gerät aufhalten“. Weiterhin nennt das BfS Schwangere als besonders gefährdete Personen. In 30 Zentimetern Entfernung ist nur „noch etwa fünf bis zehn Prozent der an der Oberfläche des Gerätes gemessenen Mikrowellenintensität“ vorhanden.
Mikrowellenherde sind auch im Fehlerfall durch mehrfach vorhandene Sicherungen gut gegen Betrieb mit offener Tür geschützt. Geräte mit beschädigtem oder verbogenem Gehäuse oder Türen sollten nicht weiterverwendet werden, da in diesem Fall auch außerhalb des Geräts verhältnismäßig starke hochfrequente elektromagnetische Felder auftreten können, die eine Verletzungsgefahr bergen. Die vereinzelt anzutreffende Meinung, der Umgang mit Mikrowellen erzeuge Krebs, ist wissenschaftlich nicht haltbar. Eine mutagene Wirkung elektromagnetischer Strahlung tritt nur bei ionisierender Strahlung auf. Der Bereich ionisierender Strahlung beginnt bei Wellenlängen kürzer als etwa 250 nm, entsprechend einer Frequenz größer als 1.200.000 GHz; das ist im Ultraviolettbereich (Übergang von UV-A zu UV-B). Die Frequenz von Mikrowellen liegt aber fast sechs Größenordnungen unterhalb der Grenze zur ionisierenden Strahlung.

### Effekte mit elektrisch leitenden Stoffen (u.a. Metallen)
Wegen der hohen Sendeleistung des Magnetrons können in allen leitfähigen Materialien, so auch Metallteilen im Garraum, Ströme von mehr als 20 Ampere fließen. Dünne Metallschichten, beispielsweise Alufolie oder der Goldrand von Tellern, können schmelzen oder aufgrund von Lichtbögen verdampfen. Dickere Metallgegenstände wie Besteck werden zuweilen heiß.
Wenn man Metallstücke mit ungeeigneter Geometrie, wie etwa Gabeln, oder mit geringem Abstand zur Wandung in den Garraum einbringt, können Funkenüberschläge entstehen, falls die erzeugte elektrische Feldstärke ausreichend ist (= 106 V·m−1).
Die Erwärmung von Speisen, die ganz oder teilweise in Aluminiumfolie verpackt sind, birgt die Gefahr von Funken und Lichtbögen an Überlappungen und Kanten, zudem reflektiert das Aluminium die Mikrowellen.
Vollständig metallisch gekapseltes Gargut wird nicht erwärmt und aufgrund Fehlanpassung/Rückreflexion der Mikrowellen wird das Magnetron thermisch überlastet.
Das Einbringen von Metall in den Mikrowellenherd ist mit Risiken verbunden.

### Brandgefahr

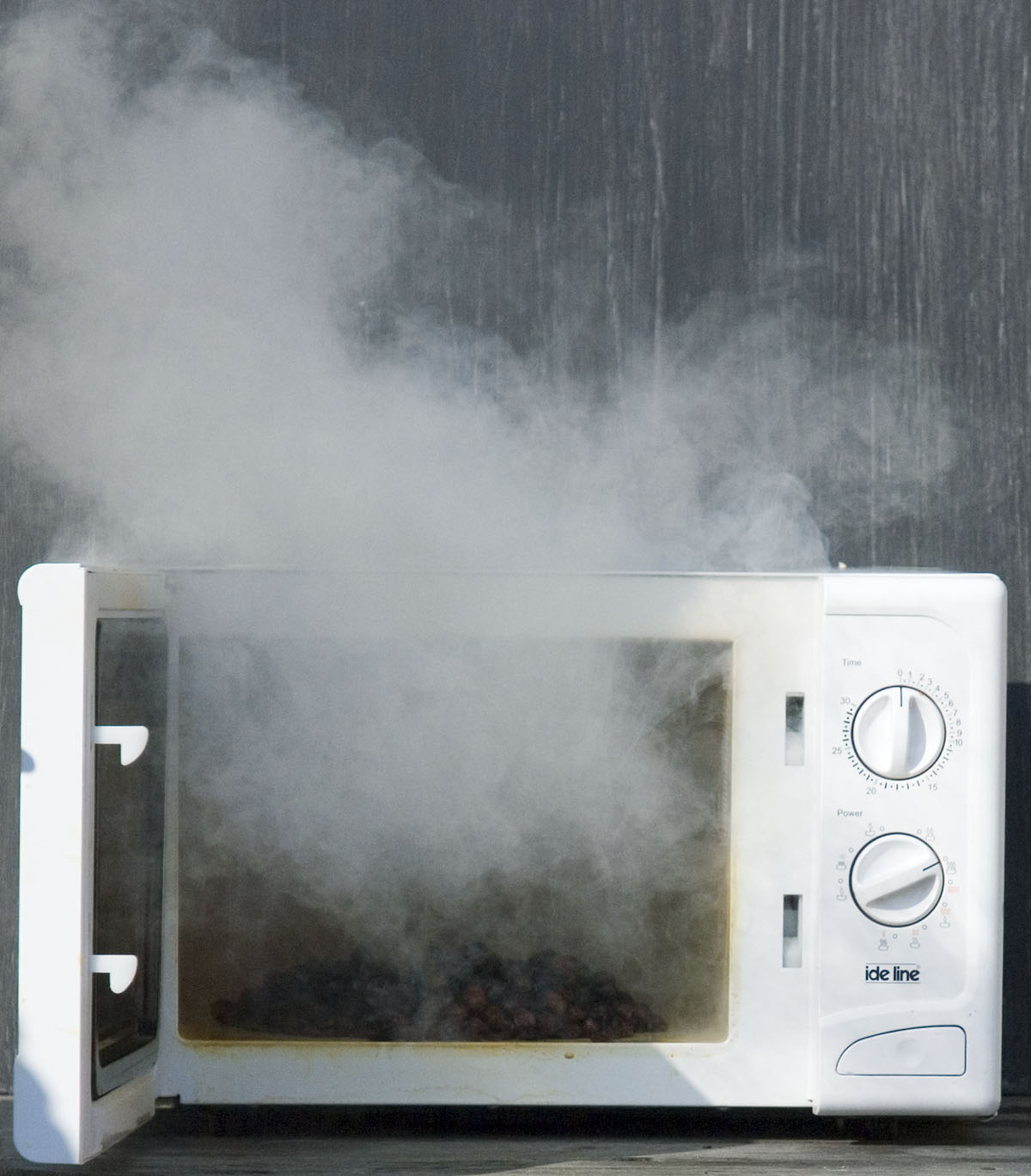
Mikrowellenherd mit Drehreglern für Leistung und Dauer. Rauchbildung durch überhitztes Gargut.

Wasserarme Speisen und andere Stoffe können sich in einer Mikrowelle so weit erhitzen, dass sie zu schwelen oder zu brennen beginnen. Mikrowellen erhitzen nicht nur Wassermoleküle, sondern alle Moleküle mit einem Dipolmoment und elektrisch leitfähige Stoffe. Durch die hohen Feldstärken kann es auch zur Bildung von Lichtbögen in Lebensmitteln kommen. Starke induzierte Ströme können ebenfalls zu Verkohlungen führen. Diese sind oft nicht – zumindest von außen – sichtbar.
Entstehende Verkohlungen und auch Flammen absorbieren Mikrowellenstrahlung wiederum und verstärken den Effekt. Viele Mikrowellenherde besitzen daher über dem Garraum im Bereich des Luftaustritts einen Thermoschalter, der das Gerät bei Überhitzung abschaltet. Im Inneren ablaufende Brände sind durch das doppelwandige Gehäuse von der Umgebung isoliert, können jedoch gesundheitsschädliche Brandgase entwickeln, die durch den nach der Heizzeit meist noch nachlaufenden Ventilator auch nach außen geführt werden.

### Auswirkung auf Nährstoffe
Mikrowellen selbst haben zu wenig Energie, um chemische Bindungen aufzubrechen. Durch die Erwärmung, wie sie auch bei anderen Garmethoden erfolgt, werden jedoch Wasserstoffbrückenbindungen in Wasser und in Biomolekülen gestört und dadurch wird die Denaturierung bewirkt.
Die Ansicht, Mikrowellenherde würden den Nährstoffgehalt von Nahrungsmitteln durch Zerstörung von Vitaminen und sekundären Pflanzenstoffen stärker als andere Erhitzungsvorgänge verringern, ist weitestgehend unbelegt. Eine Studie ergab, dass Antioxidantien zum Beispiel in Brokkoli durch Erhitzung im Mikrowellenherd stärker zerstört würden als durch andere Erhitzungsverfahren. Vergleiche mit anderen Erhitzungsverfahren sind kaum anzustellen, weil das konventionelle Kochen eine homogenere Temperaturverteilung bewirkt, das Braten und Backen hingegen eine wesentlich inhomogenere.
Die Entstehung von Schadstoffen durch das Verfahren der Mikrowellenerwärmung wird wiederkehrend diskutiert. Eine mögliche Quelle von Schadstoffen können – wie auch bei anderen Garverfahren – lokale Verbrennungen an wasserarmen Speisen sein. Eine tatsächliche Gefahr für die Nährstoffe stellt die Überhitzung von Nahrungsmitteln dar, da viele Nährstoffe bei hohen Temperaturen zerstört werden. Das trifft jedoch ebenso auf andere Zubereitungsmethoden zu.

### Hygiene der Nahrung
Wie oben unter Leistungsregulierung schon erwähnt, erfolgt die Erwärmung ungleichmäßig. Neben den dort erwähnten hot spots gibt es auch cold spots, also kühle Stellen. Sie bergen eine hygienische Gefahr bei der Erwärmung von Nahrungsmitteln mit Mikrowellenstrahlung, da dort Salmonellen bzw. Listerien überleben können.
Amerikanische Forscher ließen in einem Experiment frisch eingekaufte, listerienbefallene Hähnchen in der Mikrowelle garen. In mehr als der Hälfte der Proben waren danach weiterhin Listerien nachweisbar, unabhängig von Leistung, Garraumgröße oder davon, ob ein Drehteller vorhanden war. Aus diesem Grund empfiehlt auch die Deutsche Gesellschaft für Ernährung, zum Beispiel kein Hähnchen oder Hackfleisch in Mikrowellenherden zu garen.

## Speisenzubereitung
Etwa 73 % der Haushalte in Deutschland haben einen Mikrowellenherd. Neben dem schnellen Erhitzen von Speisen und Getränken (Portionen bis etwa 500 g) eignen sich die Geräte auch für das Schmelzen von Butter, gequollener Gelatine oder Kuchenglasur oder das Rösten von Kokosraspeln oder Mandelstiften.

### Auftauen
Wassermoleküle sind im Eis wenig beweglich, weshalb bereits aufgetaute Bereiche des Gefrierguts Mikrowellen besser als noch gefrorene absorbieren, sodass die bereits getauten Bereiche mehr Energie aufnehmen und daher schneller erwärmt werden als gefrorene Bereiche. Das Auftauen von Gefriergut erfolgt teilweise durch Wärmeübergang aus bereits flüssigem Wasser. Die Auftaufunktion eines Mikrowellenherds soll die abgestrahlte Mikrowellen-Leistung reduzieren, um den Nahrungsmitteln ausreichend Zeit zu geben, dass die Wärme von den aufgetauten an die gefrorenen Bereiche erfolgen kann.
Abhängig vom Nahrungsmittel erfolgt jedoch die Wärmeweitergabe von bereits getauten Schichten an gefrorene Bereiche unterschiedlich gut, weshalb die Art der Leistungsregelung, Masse des gefrorenen Nahrungsmittels und dessen spezifische Erwärmungseigenschaften entscheidend für ein schonendes Auftauen ist.
Beim Intervallbetrieb wird nur gemittelt auf das Ein-/Aus-Intervall bezogen auf die Spitzenausgangsleistung des Magnetrons eine niedrigere Leistung erzeugt. Sofern von Nahrungsmitteln, z. B. einem 250 g Stück Butter, die im eingeschalteten Zustand aufgenommene Leistung nicht an die gefrorenen Bereiche abgegeben werden kann, beginnen die schon aufgetauten Bereiche an zu schmelzen, wenn die aufgenommene Energie während das Magnetron eingeschaltet ist eine zu starke Erwärmung erzeugt. In diesen Fällen kann die Auftaufunktion nicht bestimmte Nahrungsmittel auftauen. Gleiches gilt auch z. B. für Rührei das außen schon stockt, während der größte Teil kaum angewärmt ist oder Hülsenfrüchte die Platzen können.
Da Inverter-Mikrowellen eine feinere Abstufung der Ein-/Aus-Zeit ermöglicht, wird die momentan aufgenommene Leistung auf kürzere Intervalle im Vergleich zum Intervallbetrieb verteilt, wodurch im eingeschalteten Zustand des Magnetrons weniger Energie aufgenommen wird und damit eine kleinere Erwärmung erfolgt. Dies ermöglicht eine bessere Wärmeabgabe an die noch gefrorenen Bereiche und damit eine schonendere Erwärmung. Gleiches gilt z. B. auch für Rührei, welches sich nur langsam erwärmt, oder für Hülsenfrüchte.
Das zu Inverter-Mikrowellenherd gesagte gilt auch für Solid-State-Mikrowellenherde, bei denen eine wirkliche Leistungsreduzierung der abgestrahlten Mikrowellenleistung durch Reduzierung der Ansteuerleistung der Mikrowellenverstärkers möglich ist.

### Ausbleibende Bräunungsreaktion
Beim normalen Garen (also abgesehen von den schon erwähnten lokalen Verbrennungsvorgängen) in der Mikrowelle werden Temperaturen, wie sie für die Entstehung von Bräunungsreaktionen (Maillard-Reaktion, z. B. bei Braten oder Spiegelei) nötig sind, nicht erreicht. Die mit der Maillard-Reaktion einhergehende Bildung von Melanoidinen (Röst-Aromastoffen) bleibt daher aus. Aus diesem Grund werden auch Mikrowellenherde mit Grill-, Heißluft- und/oder Ober-/Unter-hitze-funktion (Kombigeräte) angeboten.
Eine Bräunung ist durch Wahl von einem Material möglich, welches aufgrund dielektrischer Verluste sich durch Mikrowellenenergie so stark erhitzt, das dessen Oberfläche heiß genug wird, dass es zu Bräunungsreaktionen kommt. Dies kann z. B. Bräunungsgeschirr sein, in dessen Oberflächenbeschichtung Metalloxide eingelagert sind, oder auch dünne Schichten in Papiertüten, die einzeln oder z. B. in Mikrowellen Popkorntüten zum Einsatz kommen.

## Weitere Anwendungen
Große Mikrowellengeräte werden industriell als Alternative zu Autoklaven für die Herstellung von Faserverbundwerkstoffen eingesetzt; deren Einsatzmöglichkeiten werden erforscht. Dabei ist die Energieersparnis im Vergleich zu anderen Herstellungsmethoden von Faserverbundwerkstoffen interessant. Diese beruht auf der Tatsache, dass nur das Werkstück selbst erhitzt wird (siehe Wirkungsweise und Wirkungsgrad). Weitere Anwendungen sind das Trocknen von Lebensmitteln wie zum Beispiel Nudeln, das Hitzestabilisieren von Getreidekeimlingen oder das Trocknen anderer Materialien. Weiterhin werden Mikrowellengeräte zur Synthese im chemischen Labor verwendet.

### Therapeutische Nutzung
Mikrowellen mit bis zu mehreren hundert Watt werden auch therapeutisch zur Gewebeerwärmung beim medizinischen Verfahren der Diathermie eingesetzt. Der Wärmeeintrag wird wie beim Mikrowellenherd über gepulstes An- und Abschalten gesteuert.

### Trocknung
Mikrowellen mit Leistungen von vielen Kilowatt werden zur industriellen Trocknung und Erwärmung, zur Plasmageneration und in Teilchenbeschleunigern eingesetzt. Sie werden wie im Mikrowellenherd mit Magnetronen aber auch mit Klystronen erzeugt.

### Zerstörung von RFID-Chips
Nach der Einführung des ePasses im Jahr 2005 riefen der Chaos Computer Club und Gegner zunehmender Überwachungsmaßnahmen als Akt zivilen Ungehorsams dazu auf, den im Dokument enthaltenen RFID-Chip, auf dem persönliche Daten des Inhabers gespeichert sind, mittels eines Mikrowellenherdes zu zerstören. Weiterhin wird darauf hingewiesen, dass der Pass dennoch seine Gültigkeit behält, da er nach wie vor eine Identifikation der Person ermöglicht.